# Dysideidae
Dysideidae (Gray, 1867) è una famiglia di spugne della classe Demospongiae.

## Tassonomia
Comprende i seguenti generi:
- Citronia Cook et Bergquist, 2002
- Dysidea Johnston, 1842
(sin.: Aulena, Collospongelia, Duseideia, Haastia, Halmopsis, Paraspongia, Spongelia)
- Euryspongia Row, 1911
- Lamellodysidea Cook et Bergquist, 2002
- Pleraplysilla Topsent, 1905